# Basiliscus
Basiliscus é um gênero dos lagartos da família Corytophanidae popularmente conhecidos como basiliscos. Possuem a capacidade de andar sobre a água.

## Morfologia
Seu comprimento é de aproximadamente 70 a 75 cm. O seu peso é de aproximadamente 90 gramas. Seu crescimento é constante, rápido quando são novos e não-linear para basiliscos maduros. Suas longas saliências semelhantes a cristas reforçadas em três pontos distintos (cabeça, parte traseira, e cauda) conferem a impressão das criaturas pré-históricas tais como dimetrodonte e espinossauro. Sua pele muda por partes.

## Habitat
Eles são geralmente encontrados na América Latina, em qualquer lugar onde haja um corpo de água (geralmente da parte central do México até o Equador). Embora fosse introduzido recentemente na Flórida onde se adaptou aos invernos mais frios cavando na serrapilheira para obter mais calor. Há relatos atuais de avistamento do basilisco na costa do leste do estado da Flórida, onde pequenos grupos atravessaram a bifurcação norte do rio de Santa Lúcia.

## Classificação
O gênero Basiliscus possui as seguintes espécies:
- Basiliscus basiliscus
- Basiliscus galeritus
- Basiliscus plumifrons
- Basiliscus vittatus